# جاناتان هاگنسن
جاناتن هاگنسن سِرکِیرا (انگلیسی: Jonathan Haagensen Cerqueira؛ زادهٔ ۲۳ فوریه ۱۹۸۳) بازیگر، مدل و خواننده برزیلی است. او در فیلم شهر خدا و مجموعه تلویزیونی مکانیسم ایفای نقش کرده‌است.